# Shirgah
Shirgah oder Schirgah (auch Shirgha, persisch شیرگاه Shīr Gāh) ist eine von vier Städten im iranischen Bezirk Savādkuh in der Provinz Māzandarān. Shirgah hat knapp 9000 Einwohner.

## Geografie
Südlich der Stadt liegt Zirab, im Norden liegt Qaem-Schahr und nordwestlich Bābol.

## Verkehr
Die Stadt besitzt einen Bahnhof an der Transiranischen Eisenbahn.